# フクビ化学工業
フクビ化学工業株式会社（フクビかがくこうぎょう、英: FUKUVI CHEMICAL INDUSTRY CO.,LTD.）は、福井県福井市に本社を置く化学工業メーカー。主に化学樹脂建材を生産し、プラスチック異形押出成形を得意としている。

## 沿革
- 1953年5月 福井ビニール工業株式会社設立、本社を福井県福井市木田町に置く。
- 1963年5月 現在地に本社移転
- 1970年1月 商号変更しフクビ化学工業株式会社となる
- 1997年3月 大証二部・名証二部上場
- 2006年4月16日 自社及び子会社の八木熊において過去3年間に約80億円（その後の調査で約180億円）の架空取引があった事を公表、大証及び名証が同社を監理ポストに割当（同年7月14日解除）。
- 2013年7月 大阪証券取引所と東京証券取引所の現物株市場統合に伴い、東京証券取引所第二部に上場。
- 2016年10月 アリス化学株式会社の全株式を取得し、完全子会社化。
- 2022年4月 東京証券取引所、名古屋証券取引所の市場区分の見直しにより各市場第二部から東京証券取引所スタンダード市場、名古屋証券取引所メイン市場へ移行。

## 事業所
営業拠点
札幌支店（北海道札幌市）、大阪支店（大阪府吹田市）、東京支店（東京都品川区）、名古屋支店（愛知県名古屋市西区）、福岡支店（福岡県博多区）、営業所14箇所や出張所2箇所など
工場ほか
本社工場(福井県福井市）、坂井工場（福井県坂井市）、三方工場（福井県三方上中郡若狭町）、あわら市バイオマス工場（福井県あわら市）、岐阜加工センター（岐阜県各務原市）、配送管理センター6箇所

## 連結子会社
- リフォジュール（福井県福井市）
- フクビハウジング（岩手県紫波郡紫波町）
- アリス化学（福井県あわら市）
- フクビ岡山（岡山県岡山市東区）
- FUKUVI USA, INC.（アメリカ合衆国オハイオ州）
- FUKUVI VIETNAMCO.,LTD.（ベトナム社会主義共和国ドンナイ省）
- FUKUVI HOLDINGS (THAILAND) CO., LTD.（タイ王国バンコク市）
- FUKUVI (THAILAND) CO., LTD.（タイ王国バンコク市）